# Chutes do caratê
Keri waza (em japonês:  蹴り技) é o termo pelo qual são designadas as técnicas contundentes aplicadas com pés e pernas, no karate. Em verdade, o termo keri não se refere exclusivamente a pontapés, nem tão-pouco a ataques; melhor seria traduzi-lo como "pancada com o pé", tendo em vista que os pontapés podem ser usados tanto atacando quanto defendendo (o que realmente acontece com quaisquer técnicas).

## Formas
Na arte marcial original de Okinawa havia basicamente duas formas de ataque com os pés: frontal e lateral. Existiam também técnicas de joelho e outras. Entretanto, com a evolução da arte e sua aplicação como método de desenvolvimento pessoal e desportivo, foram incorporados os golpes circulares.
Qualquer que seja a técnica de pontapé, deve-se antes levantar a perna com o joelho articulado, no fito de também resguardar o equilíbrio: o golpe começa levantando o joelho flexionado o máximo possível de maneira confortável e termina com o giro de cintura e deslocamento do pé até ao alvo.
Basicamente, os pontapés em karate são procedidos de duas formas: alta e baixa, ou elástica e penetrante. Haja vista que os pontapés, quando executados para cima, se forem distendidos, ocasionarão o desequilíbrio do lutador.
- Ato geri (後蹴り)

É um pontapé com esquiva, ou quebra de ritmo. Levanta-se a perna, mas se interrompe o movimento, para desarmar o adversário e continua-se o golpe.
- Chokubo geri (直棒蹴り)

É um forma de chute que procura economizar energia e adoptar estratégia dissimulatória por meio da manutenção da perna atacante mais ou menos ereta.
- Hokosaki geri (鉾先蹴り)

Pontapé com o pé em forma de lança.
- Kakushi geri (隠し蹴り)

Pontapé dissimulado, escondido.
- Kansetsu geri (关节蹴り)

Tem como alvo as articulações. Quase sempre visa a articulação do joelho.
- Keri age (蹴り上げ) ou keage (蹴上げ)

Executado de forma elástica.
- Keri komi (蹴り込み) ou kekomi (蹴込み)

Executado de forma penetrante.
- Kin geri (金蹴り)

Tem como alvo a virilha.
- Maeashi (前脚 ou 前足) ou kizami (刻み)

Executado com a perna que estiver avançada.
- Nimai geri (二枚蹴り)

Tem como objectivo a perna do adversário, o lado exterior da perna, para promover o desequilíbrio.
- Osaekomi geri (押さえ込み蹴り)

É a adaptação qualquer forma de chute com o objetivo de bloquear ou conter o movimento do oponente, utilizando a perna como uma ferramenta de controle. Ao invés de visar exclusivamente causar dano, visa-se interromper a ação adversária, seja desviando um ataque, desequilibrando-o, ou restringindo sua movimentação. As formas clássicas são hane geri, oshi geri e soto fumikomi geri.
- Oshikomi geri (押し込蹴り)

Empurrão com o pé
- Soko geri (足甲蹴り, Sokō geri)

Pontapé com a parte interna do pé
- Taka geri (高蹴)

Pontapé para cima.
- Tobi geri (飛び蹴り)

Executado com salto. São formas derivadas da movimentação tobi ashi.

## Hiza geri
Hiza geri (膝蹴り) é o golpe aplicado em joelhada. A perna segue uma trajectória curta, tendo como área de contacto o joelho. Interessante notar que a técnica pode ser usada simultâneamente para ataque e defesa. No caso particular de defesa, pode-se aproveitar a maior área de sune, transformando a técnica. Em princípio é um movimento simples, mas existem algumas variações.
Devido à sua própria natureza, somente é efectivo quando executado em curta distância. Mas é muito eficiente se usada com kyusho waza. Quando usado defensivamente, serve ainda para afastar o oponente, para depois aplicar outro golpe. É muito versátil, haja vista que dele podem originar muitas outras técnicas, pode transformar-se num chute frontal ou circular ou preparar a entrada de uma submissão.
Uma particularidade refere-se a que, em verdade, não se trata de uma técnica de "chute" mas de contusão, ou de golpe (segundo alguns), o que leva algumas estilos a denominarem a técnica de hiza ate (em japonês:  膝当て). De outro modo, como não se conseguiria direcionar a energia de um golpe com o joelho até determinado ponto, não seria viável classificar a técnica como Atemi waza mas como Ate waza.
- Mae hiza geri (前膝蹴り) é a forma mais simples da técnica, o percurso do membro é uma linha reta para frente. A cintura entra frontalmente, isto é, o tanden segue na mesma direção do golpe. Quando não utilizada como um golpe, a técnica é exatamente o intermédio das execuções de outras técnicas, como mae geri ou mawashi geri, a depender somente qual pontapé será finalizado.
  - Mae tobi hiza geri (前飛び膝蹴り) é executado na forma frontal mas simultânea a um salto (em direção ao oponente). É uma maneira de estender o alcance do ataque.
- Mawashi hiza geri (廻し膝蹴り) possui uma trajetória circular, o percurso do joelho é desenhado não pela perna mas pelo movimento circular da cintura, é quase como um mawashi geri interrompido, só que mais amplo.
  - Gyaku mawashi hiza geri (逆廻し膝蹴り) possui movimento inverso ao de mawashi, isto é, um movimento em abertura. Porém, toda a técnica está localizada precipuamente no giro da cintura.
- Mikazuki hiza geri (三日月膝蹴り) é outra forma de movimento circular, mas a trajetória é feita, sim, pelo próprio joelho e tem mais natureza de pancada (ate).

## Sune geri
Sune geri (脛蹴り), pancada com a região da tíbia.

## Choku geri
Choku geri (直蹴り) é o chute que possui uma trajetória direta. Decerto que, por causa das limitações naturais das articulações do joelho, o caminho que os membros fazem não são exatamente uma linha reta, mas os chutes directos canalizam a energia do golpe pelo menor caminho possível: uma linha reta.

### Fumikomi geri
Fumikomi geri (踏み込み蹴り, [ふみこみげり] Erro: {{japonês}}: texto da transliteração contém caractere não latino (pos 1) (ajuda)), que pode ser livremente traduzido comu "pisão com força", é um chute descendente típico das artes marciais japonesas, usado para atacar pontos baixos do corpo, como joelho ou o peito do pé do oponente, combinando o uso da gravidade e da força corporal para criar impacto mais contundente. Nalgumas vezes pode ser empregado comu oseakomi geri, a impedir a execução dum ataque contra si.
- Soto fumikomi geri (外踏み込み蹴り, [そとふみこみげり] Erro: {{japonês}}: texto da transliteração contém caractere não latino (pos 1) (ajuda)) ou Tonoji geri (トの字蹴り, [とのじげり] Erro: {{japonês}}: texto da transliteração contém caractere não latino (pos 1) (ajuda))
- Yoko fumikomi geri (横踏み込み蹴り, [よこふみこみげり] Erro: {{japonês}}: texto da transliteração contém caractere não latino (pos 1) (ajuda)) ou Kanoko geri (鹿の子蹴り)

### Kesa geri
Kesa geri (袈裟蹴り) possui a trajetória em diagonal de cima para baixo.

### Mae geri
Mae geri (前蹴り) trata-se de um chute frontal: o pé que ataca é direcionado exatamente para frente. Em posição frontal, sem alterar a postura, supende-se o joelho da perna que ataca até (ou superior) a linha de Hara e desfere-se o golpe com o pé. Caso o golpe seja aplicado na posição do pé em koshi, aproveita-se o movimento pantográfico da perna.
Nas formas mais vetustas de caratê, esta espécie de chute é virtualmente a mais praticada, pois as formas laterais e derivadas são inclusões mais modernas. Alguns chegam a confundir, isto é, tratar como expressões sinônimas mae geri e choku geri.
- Mae tobi geri (前飛び蹴り).

### Naname geri
Naname geri (斜め蹴り) chute diagonal.

### Nimai geri
Nimai geri (二枚蹴り) chute rasteiro para fora, para desestabilizar o outro.

### Yoko geri
Yoko geri (横蹴り) é um chute linear lateral, ou seja, o percurso realizado pelo pé é uma linha reta que sai de um dos lados do corpo e permanece nessa direção.
De modo similar ao que sucede com sayu zuki, a energia percorre um caminho longo, concentrando-se numa exígua área de contato. É uma técnica mui poderosa, que consegue carrear grande parte da energia potencial da massa corporal.
Basicamente, pode ser executado co'as técnicas de lateral do pé ou com o calcanhar. A técnica é executada, em keage, levantando-se o joelho para cima e depois jogando o pé para o lado, em movimento igual a de um leque; em kekomi, empurrando o pé, com um movimento de êmbolo. Em qualquer caso, deve-se pender o corpo sobre o tanden e sobre a perna de apoio, no fito de formar a linha condutora da energia a para sustentar o equilíbrio.
- Yoko tobi geri (横飛び蹴).[9]

### Ushiro geri
Ushiro geri (後ろ蹴り) chute para trás. Eis um caso de uma técnica relativamente moderna. Isso, entretanto, não significa que tal tipo de técnica fosse totalmente desconhecida em Oquinaua, porém a ênfase era dada sobre técnica em que o lutador estivesse de frente para o adversário.

## Wa geri
Wa geri (輪蹴り) é um chute com uma trajetória circular.

### Guruma geri
Guruma geri (車蹴り, [ぐるまげり] Erro: {{japonês}}: texto da transliteração contém caractere não latino (pos 1) (ajuda)), também conhecido como  mawashi kaiten geri (回し回転蹴り) é um tipo de chute que a execução começa com uma rotação que imita o início de um mae kaiten ukemi, em que a pessoa projeta o corpo para frente, simulando um rolamento frontal. Entretanto, em vez de manter o corpo em um movimento fechado e contínuo no rolamento, o praticante inclina ligeiramente o tronco para um dos lados, criando uma angulação que permite que a perna de ataque seja estendida durante o giro. Isso dá ao chute um ângulo diagonal em relação ao alvo, em vez de um movimento puramente vertical. A perna que atinge o alvo se torna o foco, enquanto o restante do corpo auxilia na rotação e na manutenção do equilíbrio. É muito comum no estilo Kyokushin.

### Kake geri
Kake geri (掛け蹴り) chute em arco ou pêndulo.

### Mawashi geri
Mawashi geri (廻し蹴り ou 回し蹴り) chute circular, isto é, a trajetória que o pé segue é circular. De facto, no caratê, o chute circular é uma variação do chute frontal. Sua assimilação pela arte marcial se deu mais por motivos de esporte. Plasticamente, também é muito eficiente, ainda mais quando os mestres do começo do século XX trataram de divulgar o caratê: para o espectador é uma técnica bem impressionante.
Há basicamente duas formas de executar mawashi geri, que estão mais ligadas aos estilos originais da arte marcial, a primeira sendo mais linear, a outra, mais circular. Com o advento do caratê desportivo e, segundo outros, a resgatar uma linhagem vetusta ainda de origem chinesa, desenvolveu-se mais a segunda forma de executar o movimento.
- Yumi mawashi geri (弓回し 蹴り) ou Roneko geri (老猫蹴り), o lutador inicia o movimento como se fosse chutar para frente mas faz um giro rápido de cintura, que conduz perna e pé atacantes.
- Harai mawashi geri (払い回し 蹴り) ou Nekoashi geri (猫足蹴り), também se inicia o golpe levantando a perna, isto é, o joelho, mas o faz de molde mais circular, já no levantar da perna e assim o giro do pé, posto que advenha do giro da cintura, perfaz um movimento de arco mais aberto.

Ainda em razão pelo motivo de se realçar mais o carácter esportivo da arte marcial, preferencialmente executa-se o chute com o pé em forma de haisoku, o pé bate com a parte plana frontal. Por outro lado, o caratê tradicional prefere aplicar a técnica com o pé em forma de koshi, a área de ataque a parte carnuda logo abaixo dos dedos. Desta feita, mesmo que se reconheça o vigor de ambas as formas, quando se faz da maneira tradicional, a energia cinética no momento do impacto é potencializada. Não de pode esquecer ainda que o chute ainda comporta o posicionamento do pé em tsumasaki, mas necessita de treinamento avançado.
- Mawashi otoshi geri (回し落し蹴り), ou sankaku geri (三角蹴り), é executado com um movimento inicial circular ascendente e, ao atingir a máxima extensão da perna, ou o ponto mais alto com o pé, gira-se a cintura de forma ao pé ficar com a sola para o alto e faz-se um movimento descendente forte e súbito.
- Mawashi tobi geri (回し飛び蹴り), é o movimento regular da técnica, pero executada em salto. Por causa da sua elasticidade, também é referido como tora geri (虎蹴り), lembrando o ataque de um tigre.
- Ura mawashi geri (裏回し蹴り), é executado com movimento inverso ao da técnica regular, isto é, o pé descreve um círculo voltado para fora.
- Ushiro mawashi geri (後ろ回し蹴り), é executado em direção traseira.

### Mikazuki geri
Mikazuki geri (三日月蹴り) chute circular crescente.
- Tobi mikazuki geri (後ろ飛び三日月蹴り)
- Uchi mikazuki geri (內三日月蹴り)
- Ura mikazuki geri (裏三日月蹴り), efectuado de forma inversa.

### Otoshi geri
Otoshi geri (落蹴り) não se trata exatamente de um chute mas, sim, de uma pancada que se dá com o calcanhar de cima para baixo. O movimento ao se fazer um semi-círculo pela lateral do oponente, colocando o pé numa altura superior ao sítio alvo. Daí, o pé desce despejando a energia cinética mais a da massa corporal. O movimento completo é similar ao duma queixada, de capoeira, trata-se de trajetória circular completa.
- Otoshi hiza geri (落とし膝蹴り, [おとしひざげり] Erro: {{japonês}}: texto da transliteração contém caractere não latino (pos 1) (ajuda)) ou {{Japonês|furyu geri|降竜蹴り|ふうりゅうげり);

### Tomoe geri
Tomoe geri (巴蹴り) é feito com o movimento inicial de chute frontal, por fim, a perna gira no próprio eixo.

## Ebi geri
Ebi geri (海老蹴り) chute para trás com as mãos apoiadas sobre o chão.

## Za geri
Za geri (座蹴り) chute feito enquanto sentado ou de joelhos.